# Петрушкін Юрій Федорович
Юрій Федорович Петрушкін (5 грудня 1935, м. Краснокамськ, Росія) — український живописець, Заслужений художник України, член національної спілки художників України (1970), доцент, старший викладач кафедри дизайну Інституту післядипломної освіти інженерно-педагогічних працівників Університету менеджменту освіти.
Народився 5 грудня 1935 р. у м. Краснокамську (Росія). Закінчив художнє училище в м. Душанбе, Ленінградський державний академічний інститут живопису, скульптури й архітектури імені І. С. Рєпіна. Викладачі: О. Пахомов, М. Ломакін, М. Таранов, В. Звонцов, В. Ветрогонський, В. Смирнов, А. Трошичев.
Член Національної спілки художників України з 1970 р. Працює в галузі графіки, живопису та монументально-декоративного мистецтва.
Живе у Донецьку.
Персональні виставки: 1973, 1986, 1998, 2003, 2005, 2007, 2008 — Донецьк; 1987 — Ростов-на-Дону; 1989 — Петропавловськ; 1990, 2004 — Київ; 2003 — Маріуполь; 2005 — Миколаїв, Кіровоград, Кременчук.
Ю. Ф. Петрушкін був учасником багатьох всеукраїнських, регіональних та зарубіжних виставок. Твори художника зберігаються в державних та приватних колекціях в Україні, Росії та інших країнах. Його розписи, вітражі і мозаїки прикрашають інтер'єри й екстер'єри громадських будівель і храмів Донеччини.